# Circus ranivorus
Circus ranivorus е вид птица от семейство Ястребови (Accipitridae). Видът е незастрашен от изчезване.

## Разпространение
Разпространен е в Ангола, Ботсвана, Бурунди, Република Конго, Демократична република Конго, Кения, Малави, Мозамбик, Намибия, Руанда, Южна Африка, Южен Судан, Свазиленд, Танзания, Уганда, Замбия и Зимбабве.